# Kutscher-Steudel-Apparat

Extraktion mit einem Kutscher-Steudel-Apparat (schematisch)

Der Kutscher-Steudel-Apparat ist ein Glasgerät, das in chemischen Laboratorien zur Flüssig-Flüssig-Extraktion in Fällen dient, wo das wiederholte Ausschütteln im Scheidetrichter zu langwierig wäre.

## Geschichte
Zur Begutachtung von Fleischextrakten, die seit Liebigs Erfindung im 19. Jahrhundert ein beliebtes Nährmittel waren, sahen sich zu Beginn des 20. Jahrhunderts Friedrich Kutscher und Hermann Steudel im physiologischen Institut der Universität Marburg „genötigt, dem Fleischextrakt die ätherlöslichen Bestandteile vollkommen zu entziehen“. Da die bisher mit Korkstopfen zusammengefügten Glasapparate Mängel aufwiesen, konzipierten diese Analytiker einen Extraktionsapparat, der seitdem in vielen Laboratorien der organischen und physiologischen (biologischen) Chemie verwendet und nach den Erfindern benannt wurde.

## Arbeitsweise
In einem Siedegefäß wird Diethylether erhitzt. Der Dampf tritt durch ein schräg nach oben verlaufendes „Knierohr“ in den Apparat ein und gelangt schließlich zu einem Rückflusskühler, wo er kondensiert wird. Die Tropfen werden in einem trichterförmigen Glaseinsatz aufgefangen, der am unteren Ende eine Öffnung besitzt. Der Einsatz steckt in einem zylindrischen Gefäß, in dem sich die vorher eingefüllte zu extrahierende wässrige Lösung befindet. Am Ende des Einsatzes kommt der Ether in Kontakt mit der wässrigen Lösung. Die Tropfen wandern einzeln nach oben, da sie spezifisch leichter sind als Wasser. Auf ihrem Weg werden sie mit den extrahierbaren Substanzen beladen und sammeln sich über der Wasserphase. Sobald der Spiegel des Ethers das „Knierohr“ erreicht hat, fließt die organische Phase in das Siedegefäß zurück, wo sie wieder verdampft wird. Auf diese Weise reichern sich die Substanzen langsam im Siedekolben an. Nach Abkühlen kann der Ether-Extrakt analytisch untersucht werden.
Der Kutscher-Steudel-Apparat wurde entwickelt für die Extraktion von wässrigen Lösungen mit Lösungsmitteln, die eine geringere Dichte als Wasser haben, ursprünglich Diethylether, aber auch beispielsweise Pentan, Hexan oder Ethylacetat.
Der Einsatz des ursprünglichen Apparats (1903) trug unten ein glockenförmiges Gefäß, das als Kontaktzone für die beiden Flüssigkeiten fungierte. Durch eine Glaswendel wurden die Ethertropfen nach oben geleitet.
Im Laufe der Zeit wurde der Apparat verändert und optimiert, aber das Prinzip der Extraktion blieb erhalten. Nachdem es gelungen war, poröse Sinterglasfritten herzustellen, wurden diese am Ende des Einsatzes angeschmolzen (siehe Abbildung). Dadurch werden besonders kleine Tröpfchen des Lösungsmittels (mit großer Oberfläche) gebildet, die nach oben wandern und die Effizienz der Extraktion verbessern.
Kutscher-Steudel-Apparate werden in verschiedenen Größen hergestellt und von mehreren Firmen angeboten. Zur wiederholten Extraktion mit spezifisch schwereren Lösungsmitteln wie Chloroform, Dichlormethan u. a. wird meistens der Extraktionsapparat nach Wehrli eingesetzt.